# I Love Rock'n Roll (L'Arc〜en〜Cielの曲)
「I Love Rock'n Roll」（アイ・ラヴ・ロックンロール）は、日本のロックバンド、L'Arc〜en〜Cielの配信限定楽曲。2010年3月31日発売。発売元はKi/oon Records。

## 概要
L'Arc〜en〜Cielとして初の配信限定楽曲のリリース。新譜としては前作「BLESS」より約2ヶ月ぶりのリリースとなった。また、配信開始日にはライヴビデオ『TOUR 2008 L'7 〜Trans ASIA via PARIS〜』が発売されている。
この曲は、1974年に結成されたイギリスのロックバンド、アローズが、1975年に発表した楽曲「アイ・ラヴ・ロックンロール」のカバーとなっている。これまでに他のアーティストの楽曲をライヴで演奏したことはあったものの、L'Arc〜en〜Cielとしてカバー音源をリリースしたことはなかった。そのため、他のアーティストの楽曲のカバー音源がリリースされるのは、今回が初のこととなった。
このカバー音源は、2010年3月2日から日本全国で放送されたペプシコーラ「PEPSI NEX」CMソングに使用されている。このテレビCMにはメンバー4人全員が出演しており、L'Arc〜en〜Cielとしてはこれが約10年ぶりのテレビCM出演となった。なお、このテレビCMは＜日本人アーティストが洋楽のカバーをする＞というコンセプトのもと制作されている。そのため、このカバー音源の制作およびリリースは、タイアップ先のオファーを受けて決定されている。CMコンセプトに合わせたカバー音源を制作するにあたり、「アイ・ラヴ・ロックンロール」をカバーすることにした理由について、メンバーは「（CM出演にあたり）ロックバンド代表ということで、シンプルでしかもインパクトのある曲だと思って選んだ」と語っている。また、選曲およびアレンジ作業はtetsuyaが中心となって行われている。ちなみに、テレビCMの企画から制作されたカバー音源ということもあり、現在に至るまでL'Arc〜en〜Ciel名義のライヴにおいてこの曲が披露されたことはない。
なお、この曲は、配信開始から約11ヶ月後となる2011年2月16日に発表したベスト・アルバム『TWENITY 2000-2010』において、リマスタリングを施したうえで初CD化された。

## 収録曲
| #  | タイトル               | 作詞                      | 作曲                      | 編曲                           | 時間 |
| -- | ---------------------- | ------------------------- | ------------------------- | ------------------------------ | ---- |
| 1. | 「I Love Rock'n Roll」 | Jake Hooker, Alan Merrill | Jake Hooker, Alan Merrill | L'Arc〜en〜Ciel & Hajime Okano | 2:49 |

## タイアップ
- ペプシコーラ「PEPSI NEX」CMソング（本人出演）

## 収録アルバム
ベストアルバム
- 『TWENITY 2000-2010』